# Pinanga griffithii
Pinanga griffithii är en enhjärtbladig växtart som beskrevs av Odoardo Beccari. Pinanga griffithii ingår i släktet Pinanga och familjen Arecaceae. Inga underarter finns listade i Catalogue of Life.